# Azerbajdžanski šahovski savez
Azerbajdžanski šahovski savez (azerski: Azərbaycan Şahmat Federasiyası), krovno tijelo športa šaha u Azerbajdžanu. Sjedište je u Bakuu, ul. K. Safaralijeva 12. Član je FIDE od 1992. godine. Azerbajdžan pripada europskoj zoni 1.8. Predsjednik je Elman Rustamov (ažurirano 21. listopada 2019.).

## Vanjske poveznice
- Službene stranice  Arhivirana inačica izvorne stranice od 4. travnja 2005. (Wayback Machine) (azer.) (engl.) (rus.)